# Aguilar de Campos
Aguilar de Campos ist ein Ort und eine spanische Gemeinde (municipio) mit 259 Einwohnern (Stand: 2024) in der Provinz Valladolid der Autonomen Region Kastilien-León.

## Lage und Klima
Der Ort Aguilar de Campos liegt in der Iberischen Meseta gut 60 km (Fahrtstrecke) nordwestlich von Valladolid bzw. gut 90 km südöstlich von León in einer Höhe von ca. 775 m. Das Klima im Winter ist kalt, windig und regnerisch, im Sommer dagegen warm bis heiß; der spärliche Regen (ca. 420 mm/Jahr) fällt – mit Ausnahme der trockenen Sommermonate – verteilt übers ganze Jahr.

## Bevölkerungsentwicklung
| Jahr      | 1857  | 1900  | 1950 | 2000 | 2019 |
| Einwohner | 1.026 | 1.018 | 950  | 367  | 243  |

Der kontinuierliche Bevölkerungsrückgang in der zweiten Hälfte des 20. Jahrhunderts ist im Wesentlichen auf die Mechanisierung der Landwirtschaft, die Aufgabe bäuerlicher Kleinbetriebe sowie die daraus resultierende Arbeitslosigkeit zurückzuführen.

## Wirtschaft
Die Einwohner von Aguilar lebten jahrhundertelang hauptsächlich als Selbstversorger von der Landwirtschaft, zu der auch ein wenig Viehzucht (Schafe, Ziegen, Hühner) und in geringem Umfang auch der Weinbau gehörte. Haltbare oder haltbar gemachte Überschüsse wie Getreide, Tierhäute etc. konnten wegen der großen Entfernungen zu den städtischen Märkten nur an fahrende Händler verkauft werden.

## Geschichte
Im 8. Jahrhundert wurde das Gebiet von den Mauren erobert, doch bereits im 9. Jahrhundert eroberten asturisch-leonesische Heere die Gebiete nördlich des Duero zurück (reconquista). Ende des 10. Jahrhunderts machte der maurische Heerführer Almansor die christlichen Erfolge vorübergehend wieder zunichte. Im 11. Jahrhundert dehnte das Königreich León sein Herrschaftsgebiet erneut bis zur Duero-Grenze aus; auch der Ort Castro Mayor (alter Ortsname) gehörte dazu. Nach vorangegangenen Versuchen vereinigte sich León im Jahr 1230 endgültig mit dem Königreich Kastilien. Seine Blütezeit erlebte der Ort im ausgehenden Mittelalter und in der frühen Neuzeit.

## Sehenswürdigkeiten

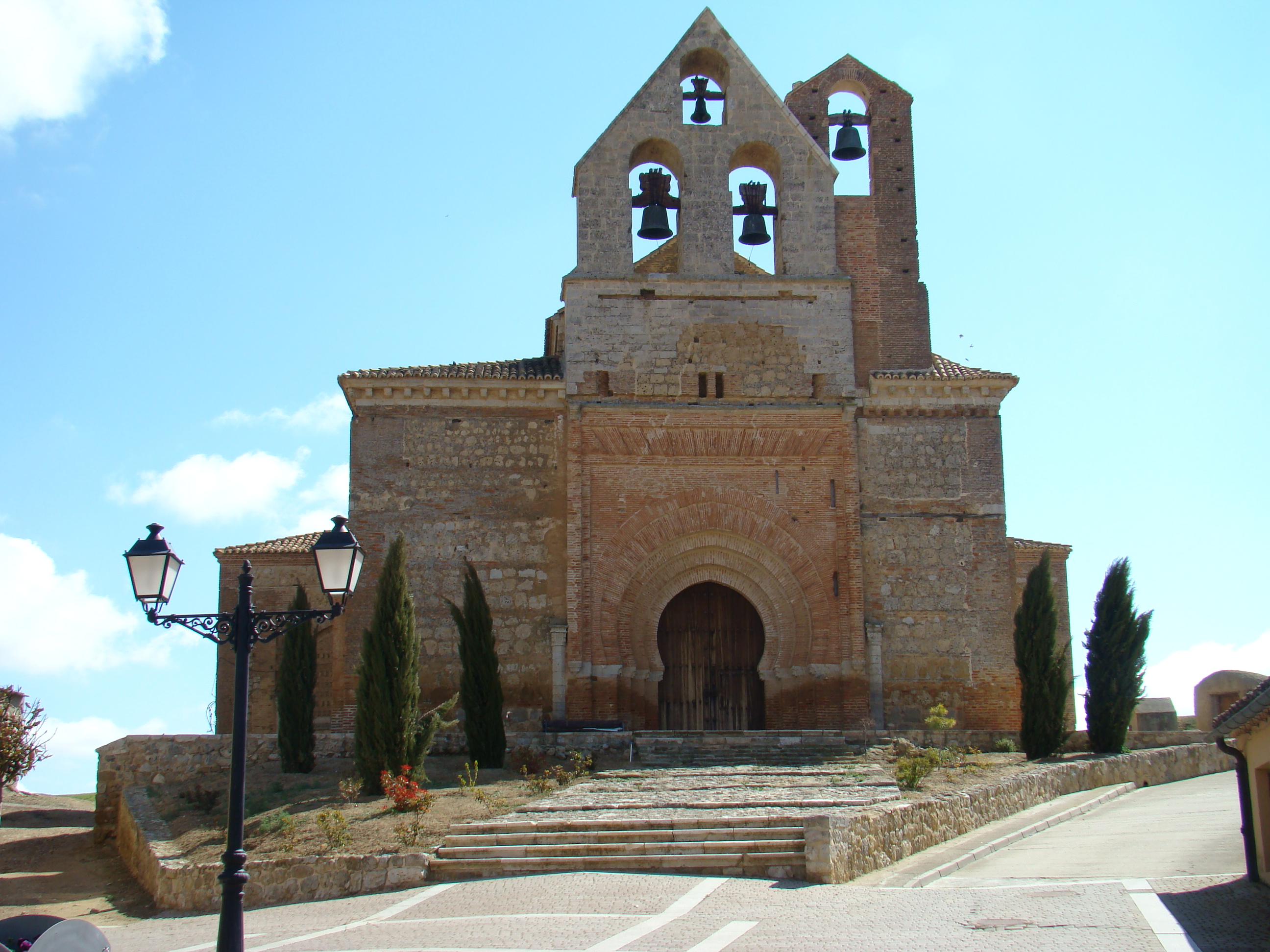
Fassade der Iglesia San Andrés

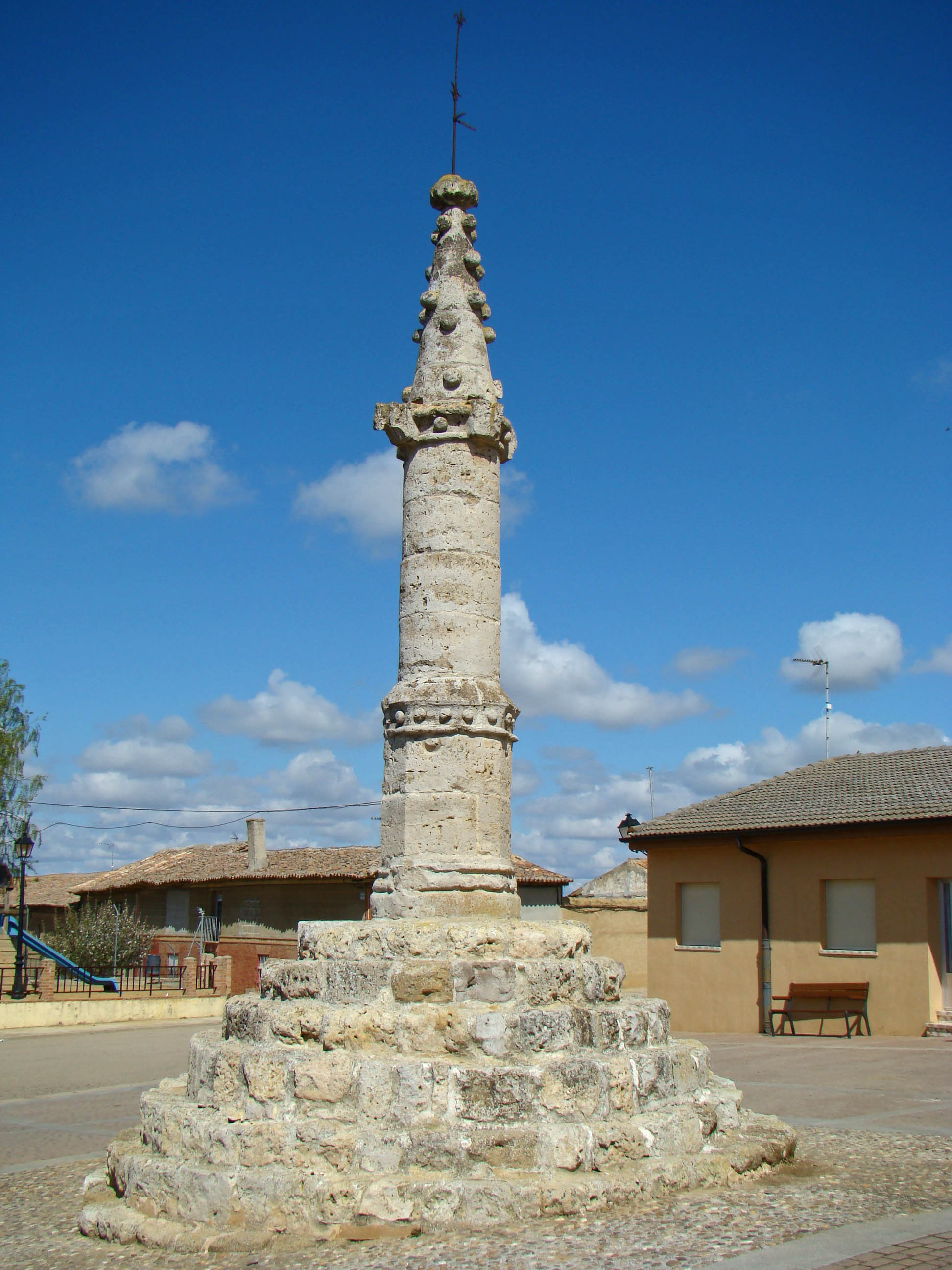
Gerichtssäule (rollo)

- Die im Mudéjarstil auf den Fundamenten einer Burg errichtete Iglesia de San Andrés gehörte zu einem nicht erhaltenen Kloster. Sie beeindruckt durch ihre Fassade mit zwei Glockengiebeln und einem außergewöhnlich repräsentativen Portal mit vierfach zurückgestuften Archivolten, die allesamt Hufeisenbögen ausbilden. Während die Mauern der Kirche überwiegend aus mehr oder weniger exakt behauenen Bruchsteinen erbaut sind, zeigt der geringfügig vorspringende Mittelteil der Fassade eine reine Ziegelstein-Verblendung mit einer nahezu quadratischen Alfiz-Einfassung, die auf Höhe der profilierten Kämpferplatten ansetzt. Zu beiden Seiten steht jeweils eine aus achteckigen Trommeln gemauerte Säule mit Kapitell. Das Innere der Kirche ist dreischiffig; die gemauerten Pfeiler ruhen auf großen quadratischen Basen. Das Mittelschiff wird von einem offenen Dachstuhl überspannt, wohingegen sich in den Seitenschiffen schräggestellte offene Balkenkonstruktionen befinden – oberhalb der Pfeiler befindet sich jeweils eine kleine Arkadenreihe. Die Apsis ist polygonal gebrochen; über dem Altartabernakel befindet sich eine Figur des Kirchenpatrons.[5]
- Auf einem mehrfach abgestuften runden Sockel auf dem leicht abfallenden Platz vor der Kirche steht eine Gerichtssäule (rollo) aus dem 16. Jahrhundert. Ihr horizontal unterteilter Schaft endet in einer von Steinkugeln übersäten Spitze. Eine derartige Säule kann – je nach Größe des Ortes – sowohl als ein Symbol der imaginären Anwesenheit des Grundherrn (padrón) als auch der Eigenverantwortung und Selbstverwaltung der Bürger der Stadt verstanden werden.[6]
- Die Iglesia de Santa María verfügt noch über eine mittelalterliche Apsis. Die übrigen Teile entstammen dem späten 16. Jahrhundert. Das auf der Südseite befindliche Spitzbogenportal ist über einen repräsentativen Treppenaufgang zu erreichen und führt ins dreischiffige Innere der Kirche, wo sich mehrere Altarretabel aus dem 15. bis 18. Jahrhundert befinden.[7]

Umgebung
- Etwas außerhalb des Ortes befindet sich die im 17. Jahrhundert erbaute Ermita de Nuestra Señora de las Fuentes, die einigen Mönchen des Franziskanerordens bis zur Auflösung aller Kirchengüter (Desamortización) in der ersten Hälfte  des 19. Jahrhunderts als Kirche diente. Die übrigen Klostergebäude sind verschwunden. Heute ist die Kirche Ziel einer jährlich stattfindenden Prozession.[8][9]